# 量子上同调
辛拓扑和代数几何中，量子上同调环是闭辛流形的普通上同调环的推广。有“小环”和“大环”两种定义，一般来说后者更复杂，包含的信息也更多。系数环（一般是诺维科夫环）的选择也会对其结构产生重大影响。
普通上同调的上积描述了子流形如何相交，而量子上同调的量子上积则描述了子空间如何以“模糊”“量子”的方式相交。更确切地说，若它们通过伪全纯曲线相连接，就是相交的。计算曲线的格罗莫夫-威滕不变量在量子上积的展开式中作为系数出现。
量子上同调表达了格罗莫夫-威滕不变量的结构或模式，因此对枚举几何有重要意义，还与数学物理和镜像对称中的许多观点相关。特别是，它与辛弗洛尔同调是环同构的。
本文中X是闭辛流形，具有辛形式ω。

## 诺维科夫环
X的量子上同调的系数环有多种选择，通常我们会选择能编码X的第二同调信息的环，这样下面定义的量子上积就能记录X中仿全纯曲线的信息。例如，令
{\displaystyle H_{2}(X)=H_{2}(X,\mathbf {Z} )/\mathrm {torsion} }
为第二同调模其挠（torsion）。令R为任意有单位元的交换环，Λ是形式为
{\displaystyle \lambda =\sum _{A\in H_{2}(X)}\lambda _{A}e^{A},}
的形式幂级数的环，其中
- 系数{\displaystyle \lambda _{A}}来自R；
- {\displaystyle e^{A}}为形式变量，服从关系{\displaystyle e^{A}e^{B}=e^{A+B}}；
- 对每个实数C，只有有限多个ω(A)小于等于C的A具有非零系数{\displaystyle \lambda _{A}}。

变量{\displaystyle e^{A}}的度数为{\displaystyle 2c_{1}(A)}，其中{\displaystyle c_{1}}是切丛TX的第一陈类，通过选择任意与ω相配的殆复结构，可将其视为复向量丛。因此，Λ是分次环，称作ω的诺维科夫环（其他定义亦常见）。

## 小量子上同调
令
{\displaystyle H^{*}(X)=H^{*}(X,\mathbf {Z} )/\mathrm {torsion} }
为X模挠（torsion）的上同调。系数为Λ的小量子上同调定义为
{\displaystyle QH^{*}(X,\Lambda )=H^{*}(X)\otimes _{\mathbf {Z} }\Lambda .}
其元素是形式为
{\displaystyle \sum _{i}a_{i}\otimes \lambda _{i}}
的有限和。小量子上同调是分次R模：
{\displaystyle \deg(a_{i}\otimes \lambda _{i})=\deg(a_{i})+\deg(\lambda _{i}).}
普通上同调{\displaystyle H^{*}(X)}通过{\displaystyle a\mapsto a\otimes 1}嵌入{\displaystyle QH^{*}(X,\ \Lambda )}，后者由{\displaystyle H^{*}(X)}作为Λ模生成。
对{\displaystyle H^{*}(X)}中任意两个纯度（pure degree）的上同调类a、b，以及{\displaystyle H_{2}(X)}中任意的A，定义{\displaystyle (a*b)_{A}}为{\displaystyle H^{*}(X)}的唯一元素，使得
{\displaystyle \int _{X}(a*b)_{A}\smile c=GW_{0,3}^{X,A}(a,b,c).}
（右式是0亏格3点格罗莫夫-威滕不变量。）接着，定义
{\displaystyle a*b:=\sum _{A\in H_{2}(X)}(a*b)_{A}\otimes e^{A}.}
根据线性关系，可以推广为定义良好的Λ双射
{\displaystyle QH^{*}(X,\Lambda )\otimes QH^{*}(X,\Lambda )\to QH^{*}(X,\Lambda )}
即小量子上积（small quantum cup product）。

## 几何解释
类{\displaystyle A=0}中唯一的仿全纯曲线是常值映射，其像是点。因此
{\displaystyle GW_{0,3}^{X,0}(a,b,c)=\int _{X}a\smile b\smile c;}
即
{\displaystyle (a*b)_{0}=a\smile b.}
于是量子上积包含普通上积；也就是说，这定义将普通上积推广到了非零类A。
一般来说，{\displaystyle (a*b)_{A}}的庞加莱对偶对应着通过a、b的庞加莱对偶的类A的仿全纯曲线空间。所以，普通上同调认为只有当a、b在一定的点上相遇才算做相交，而量子上同调则记录了a和b的非零相交，只要有仿全纯曲线相连接即可。诺维科夫环仅仅提供了足够大的记录系统，可以记录所有类A的相交信息。

## 例子
令X为具有标准辛形式（对应富比尼–施图迪度量）和复结构的复射影平面。令{\displaystyle \ell \in H^{2}(X)}为线L的庞加莱对偶，则
{\displaystyle H^{*}(X)\cong \mathbf {Z} [\ell ]/\ell ^{3}.}
唯一非零的格罗莫夫-威滕不变量是类{\displaystyle A=0}或{\displaystyle A=L}的不变量。可得
{\displaystyle \int _{X}(\ell ^{i}*\ell ^{j})_{0}\smile \ell ^{k}=GW_{0,3}^{X,0}(\ell ^{i},\ell ^{j},\ell ^{k})=\delta (i+j+k,2)}
及
{\displaystyle \int _{X}(\ell ^{i}*\ell ^{j})_{L}\smile \ell ^{k}=GW_{0,3}^{X,L}(\ell ^{i},\ell ^{j},\ell ^{k})=\delta (i+j+k,5),}
其中δ是克罗内克δ函数。于是，
{\displaystyle \ell *\ell =\ell ^{2}e^{0}+0e^{L}=\ell ^{2},}
{\displaystyle \ell *\ell ^{2}=0e^{0}+1e^{L}=e^{L}.}
这时，可以方便地将{\displaystyle e^{L}}重命名为q，并使用更简单的系数环{\displaystyle \mathbf {Z} [q]}，其中的q之度为{\displaystyle 6=2c_{1}(L)}。则
{\displaystyle QH^{*}(X,\mathbf {Z} [q])\cong \mathbf {Z} [\ell ,q]/(\ell ^{3}=q).}

## 小量子上积的性质
对纯度（pure degree）的a、b，
{\displaystyle \deg(a*b)=\deg(a)+\deg(b)}
且
{\displaystyle b*a=(-1)^{\deg(a)\deg(b)}a*b.}
小量子上积满足分配律，是Λ双线性的。单位元{\displaystyle 1\in H^{0}(X)}也是小量子同调的幺元。
小量子上积还满足结合律，这是格罗莫夫-威滕不变量的胶合定律（gluing law）的结果。这相当于，格罗莫夫-威滕势（0亏格格罗莫夫-威滕不变量的母函数）满足特定的三阶微分方程，即WDVV方程。
相交对
{\displaystyle QH^{*}(X,\Lambda )\otimes QH^{*}(X,\Lambda )\to R}
的定义为
{\displaystyle \left\langle \sum _{i}a_{i}\otimes \lambda _{i},\sum _{j}b_{j}\otimes \mu _{j}\right\rangle =\sum _{i,j}(\lambda _{i})_{0}(\mu _{j})_{0}\int _{X}a_{i}\smile b_{j}.}
（下标0表示{\displaystyle A=0}系数。）其满足结合律
{\displaystyle \langle a*b,c\rangle =\langle a,b*c\rangle .}

## 杜布罗温联络
基环R是C时，可将向量空间{\displaystyle QH^{*}(X,\ \Lambda )}的均匀分次部分H看做复流形。小量子上积限制为H上良定义的交换积。在较温和的假设下，具有相交对{\displaystyle \langle ,\ \rangle }的H是弗罗贝尼乌斯代数。
量子上积可视作是切丛TH上的联络，称作杜布罗温联络。则，量子上积的交换性和结合性对应这个联络上的零挠率和零曲率条件。

## 大量子上同调
存在{\displaystyle 0\in H}的邻域U，使{\displaystyle \langle ,\rangle }和杜布罗温联络赋予U以弗罗贝尼乌斯流形的结构。{\displaystyle \forall a\in U}有量子上积
{\displaystyle *_{a}:H\otimes H\to H,}
定义为
{\displaystyle \langle x*_{a}y,z\rangle :=\sum _{n}\sum _{A}{\frac {1}{n!}}GW_{0,n+3}^{X,A}(x,y,z,a,\ldots ,a).}
H上的积统称为大量子上同调（big quantum cohomology）。所有0亏格格罗莫夫-威滕不变量都可从中恢复；但一般来说，更简单的小量子上同调并非如此。
小量子上同调只有3点格罗莫夫-威滕不变量的信息，大量子上同调则有所有n点（n ≧ 4）格罗莫夫-威滕不变量的信息。为获得某些流形的枚举几何信息，需要用到大量子上同调。小量子上同调对应物理学中的3点相关函数，大量子上同调则对应所有n点相关函数。